# 이수일과 심순애 (영화)
"이수일과 심순애"는 1965년 공개된 대한민국의 영화이다.

## 배역
- 신성일 : 김중배 역
- 김지미 : 심순애 역
- 김승호
- 허장강
- 김동원
- 추석양
- 조항
- 유계선
- 정애란
- 방성자